# Цісарсько-королівська Австрійська Державна залізниця

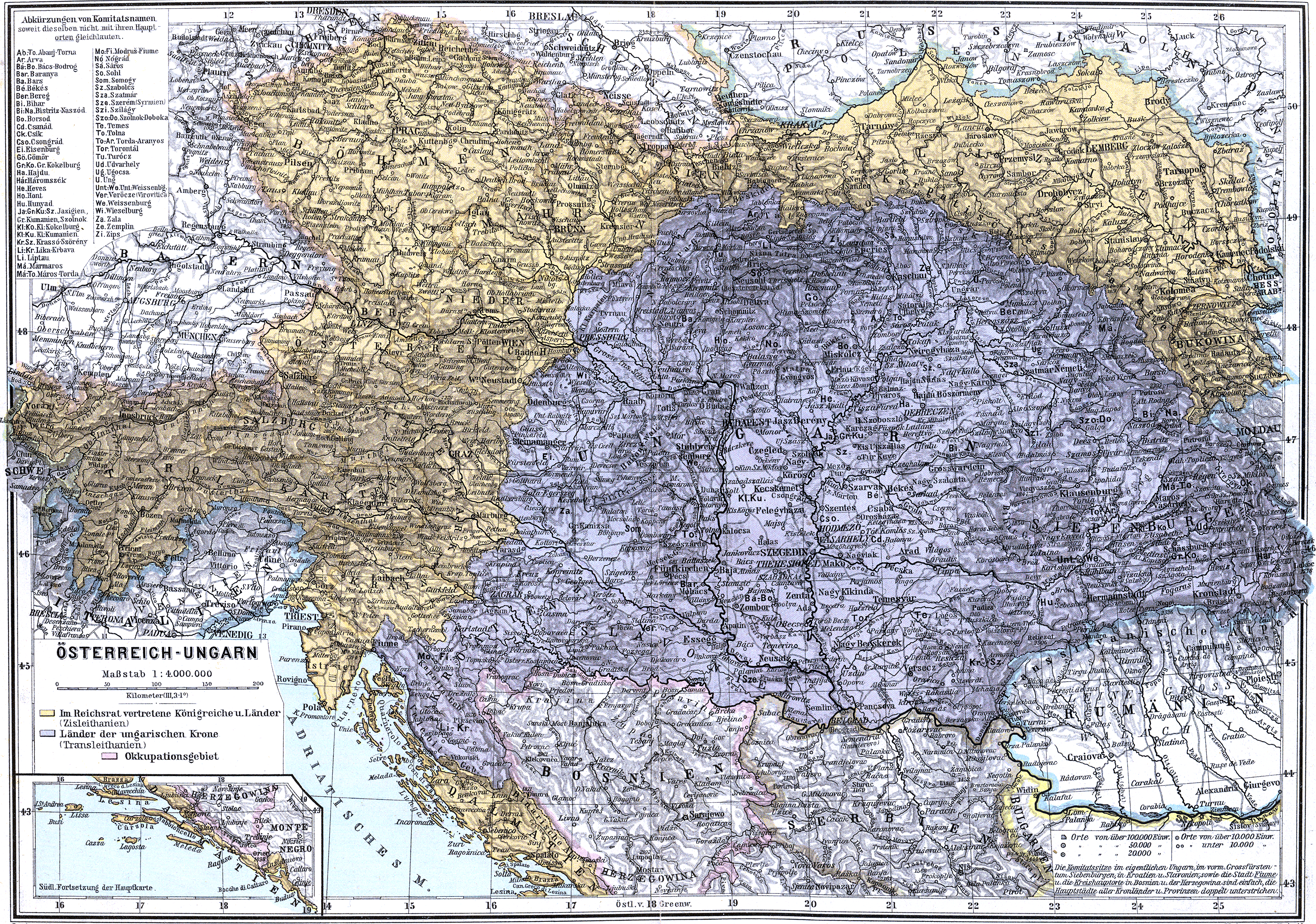
Мережа залізниць в Австро-Угорщині 1900 р.

Цісарсько-королівська Австрійська Державна залізниця (нім. Kaiserlich-königliche österreichische Staatsbahnen) (Ц. к. Державна залізниця нім. Kaiserlich-königliche Staatsbahnen) (kkStB) — державна залізниця австрійської частини Австро-Угорської імперії, на відміну від заснованого 1894 Державного товариства залізниць Угорщини (MÁV) (нім. Ungarische Staatsbahnen, угор. Magyar Államvasutak).

## Галерея
Показовою є реклама залізниць kkStB. Постери виконав художник, альпініст Густав Ян (1905—1908).

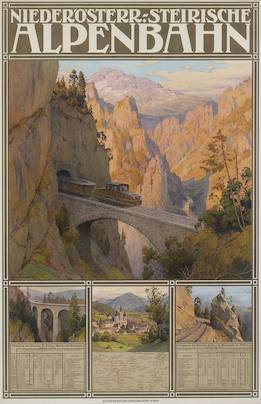
Альпійська залізниця
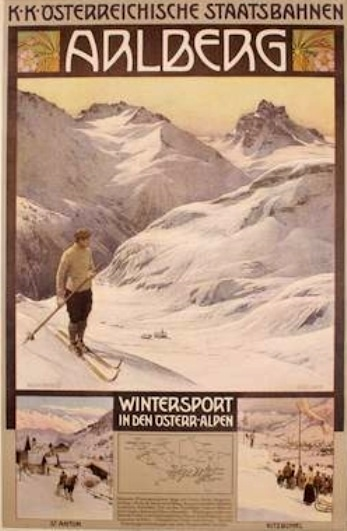
KkStB. Арлберг
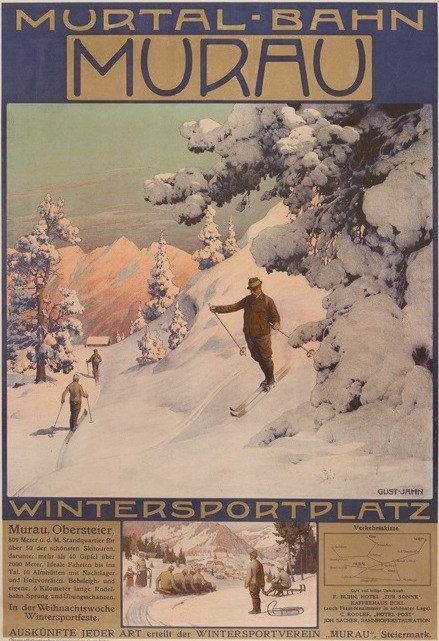
Залізниця Муртал
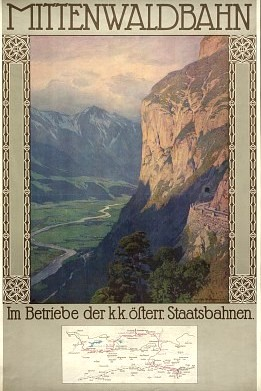
Міттенвальдбан
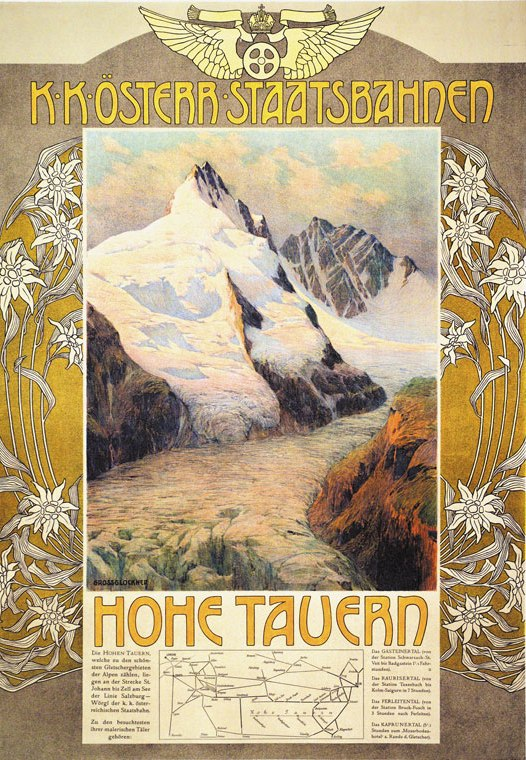
Остеррбан
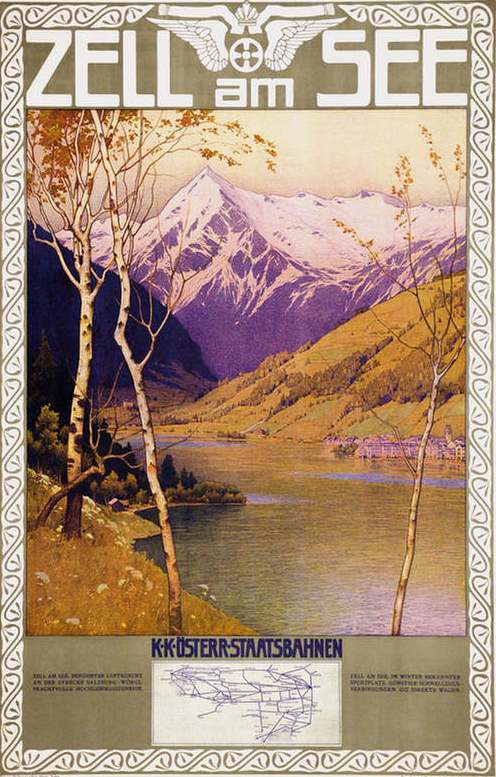
Остеррбан
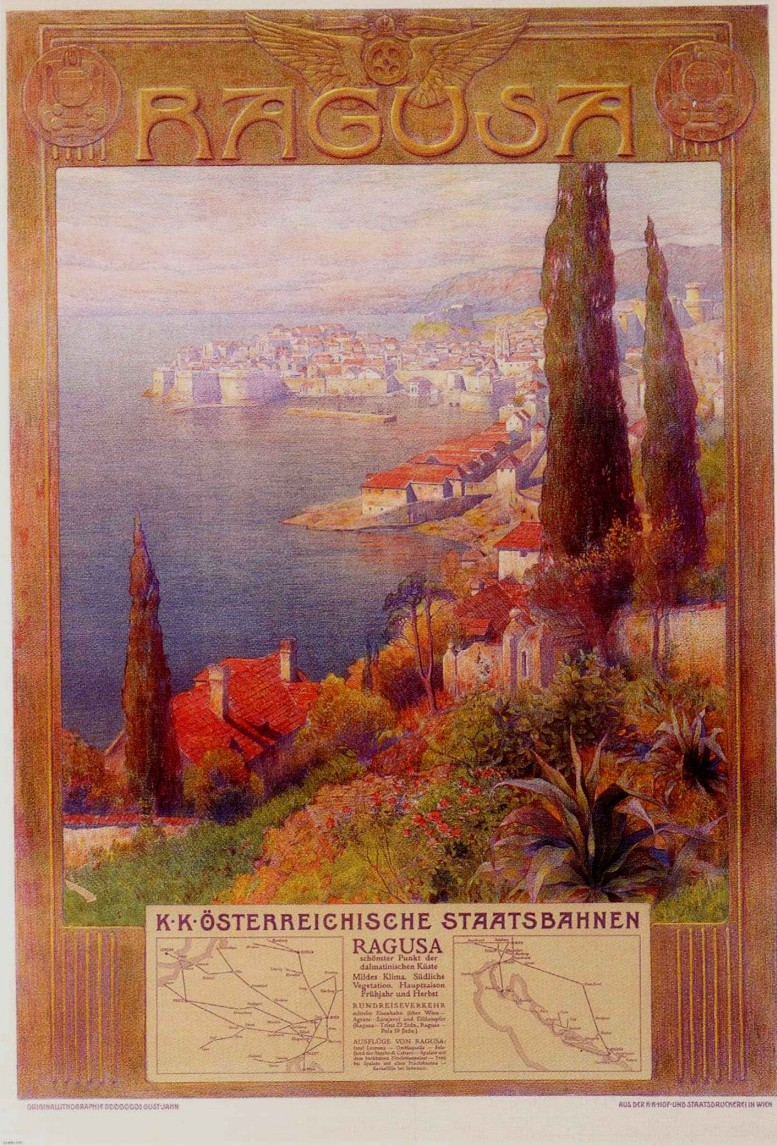
KkStB. Рагуза

## Історія
На 1854 з 994 миль залізниць 897 миль перебувало у державному управлінні. Після 1854 приватні капітали були допущені до розвитку залізниць Австрійської імперії, що сприяло швидкому розвитку залізничної мережі. У Цислейтанії питаннями залізниць стало займатись Ц.к. міністерство торгівлі. Внаслідок біржової кризи 1873 наставий тривалий період депресії, що супроводжувався зменшенням надходжень із залізниць, частина з яких була близькою до банкрутства. Так через спекуляції з акціями, фінансові втрати 1872 було введено державний нагляд над Ц.к. привілейованою Львівсько-Чернівецько-Ясською залізницею (до 1875). Для збереження важливих для держави ліній комунікацій залізницям необхідна була фінансова допомога. Питання полягало в тому, у якому вигляді її надаватимуть. у цей час за державні кошти було збудовано 1875 першу залізницю (нім. Rakonitz–Protivíner Bahn). Райхсрат виділив кошти на будівництво Арльберзького тунелю, що дало поштовх до втручання держави у діяльність залізниць.
Для подолання наслідків кризи у Австро-Угорській імперії розпочалось одержавлення важливих фінансових, промислових галузей економіки, що відповідало тогочасній світовій практиці відносно залізниць. Внаслідок цього з 1 січня 1884 усі державні залізниці було підпорядковано Генеральній дирекції (нім. кк Generaldirektion der Staatsbahnen") Ц.к. Державної залізниці — kkStB, що підлягала Міністерству торгівлі. Це дало початок систематичному і планомірному одержавленню приватних залізниць шляхом викупу певної частки акцій державою. Після створення 1894 Державного товариства залізниць Угорщини (MÁV) назву замінили на Ц.к. Австрійську Державну залізницю, хоча її скорочена назва kkStB не змінилась. З 1896 у Цислейтанії було створене окреме міністерство Державних залізниць, що дозволило розвивати мережу залізниць у необхідних державі напрямках через Альпи до Адріатики (нім. Neue Alpenbahnen), у регіоні Карпат, Чехії.
На 1891 kkStB володіло 7.132 км залізниць (з 28.066 км у Австро-Угорщині), 1378 паротягами, 3195 пасажирськими і 25.883 вантажними вагонами. було перевезено 31.900.000 осіб і 16,9 млн т вантажів. До розпаду імперії 1918 довжина доріг kkStB виносила 18.859 км (82 %). На цей час єдиною великою приватною залізницею залишалась Південна залізниця («Südbahn»)(SB).

### Електрифіковані лінії
На початку ХХ ст. у Австро-Угорщині появились перші електрифіковані ділянки локальних залізниць. Компанія Siemens-Schuckertwerke розробила спеціалізовані електровози KkStB 1084 для гірської залізниці у південному Тіролі Лана — Мерано (4,35 км); KkStB 1083 для залізниці у Південній Богемії — Унтергайд — Ліппен (22,05 км); KkStB 1060 для залізниці у Відень — Братислава (80,7 км). KkStB_1060 став першим австрійським повноцінним електровозом для нормальної колії (1912).
Крім того будувались вузькоколійні вагони з електроприводом серій KkStB 20.0 (1905) для ділянки 12,9 км; KkStB 21.0 для ділянки у Верхній Австрії Лінц — Ноймаркт (58,9 км) (1908); kkStB 22.0 Гогенфурт — Ліппен (1912). Вагони з електроприводом для нормальної колії серій kkStB 23.0 на ділянці Лана — Мерано (1913—1914); моторний вагон KkStB 40.0 для богемської залізниці Табор — Бехинє (1903/05) (24,1 км); kkStB 41/s.0 для залізниці Тренто — Мале (66,0 км) (1908); kkStB 42/s.0 для залізниці Тренто-Мале(1910).
Крім того застосовували перші у Європі Бензино-електричний моторний вагон Вайтцер-Де Діон-Бутон.

## Галерея
Єдиною згадкою про Ц.к. Австрійську Державну залізницю є залізничні вокзали, розкидані по Центральній і Східній Європі

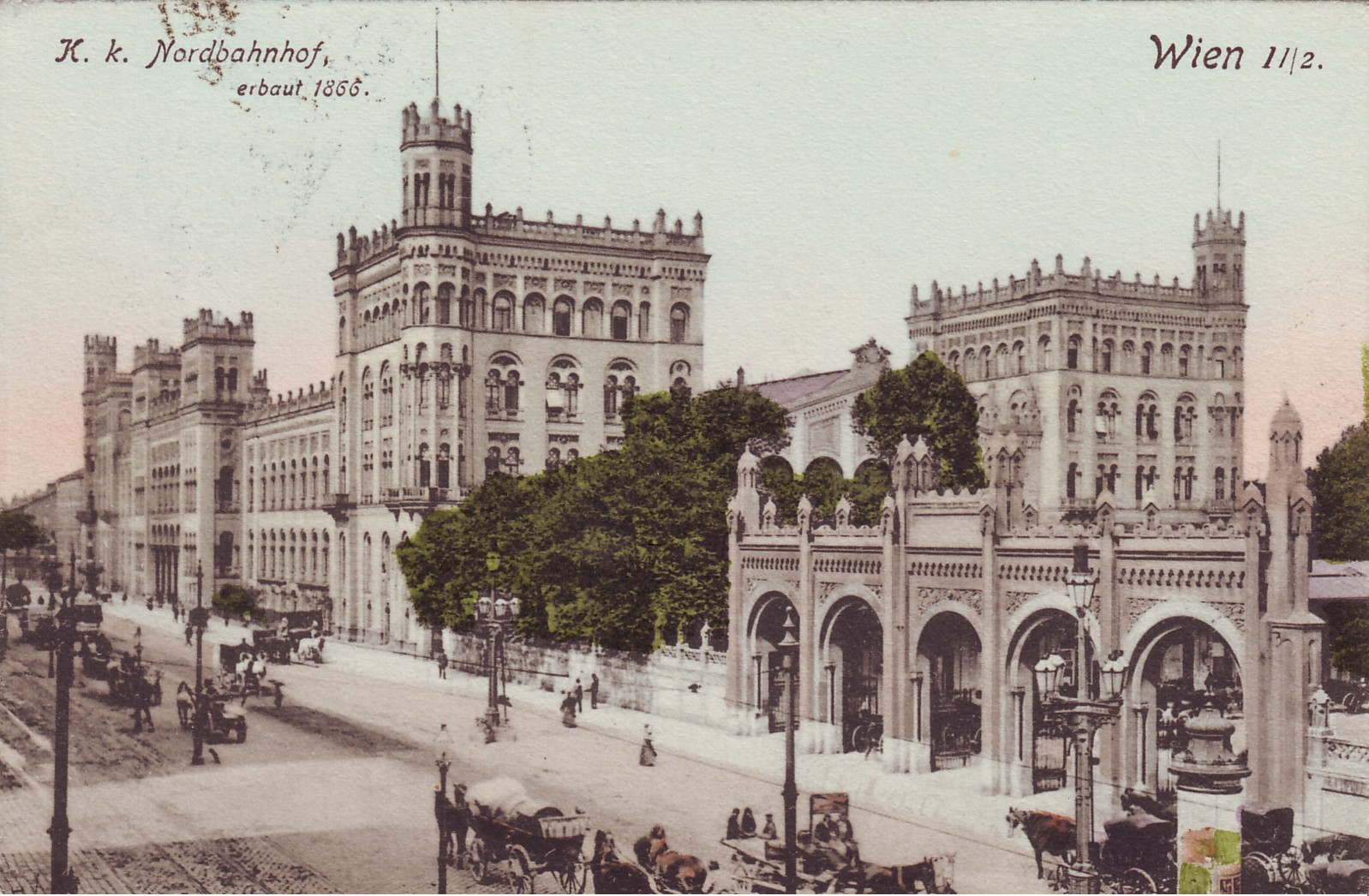
Відень. Північний вокзал. 1908
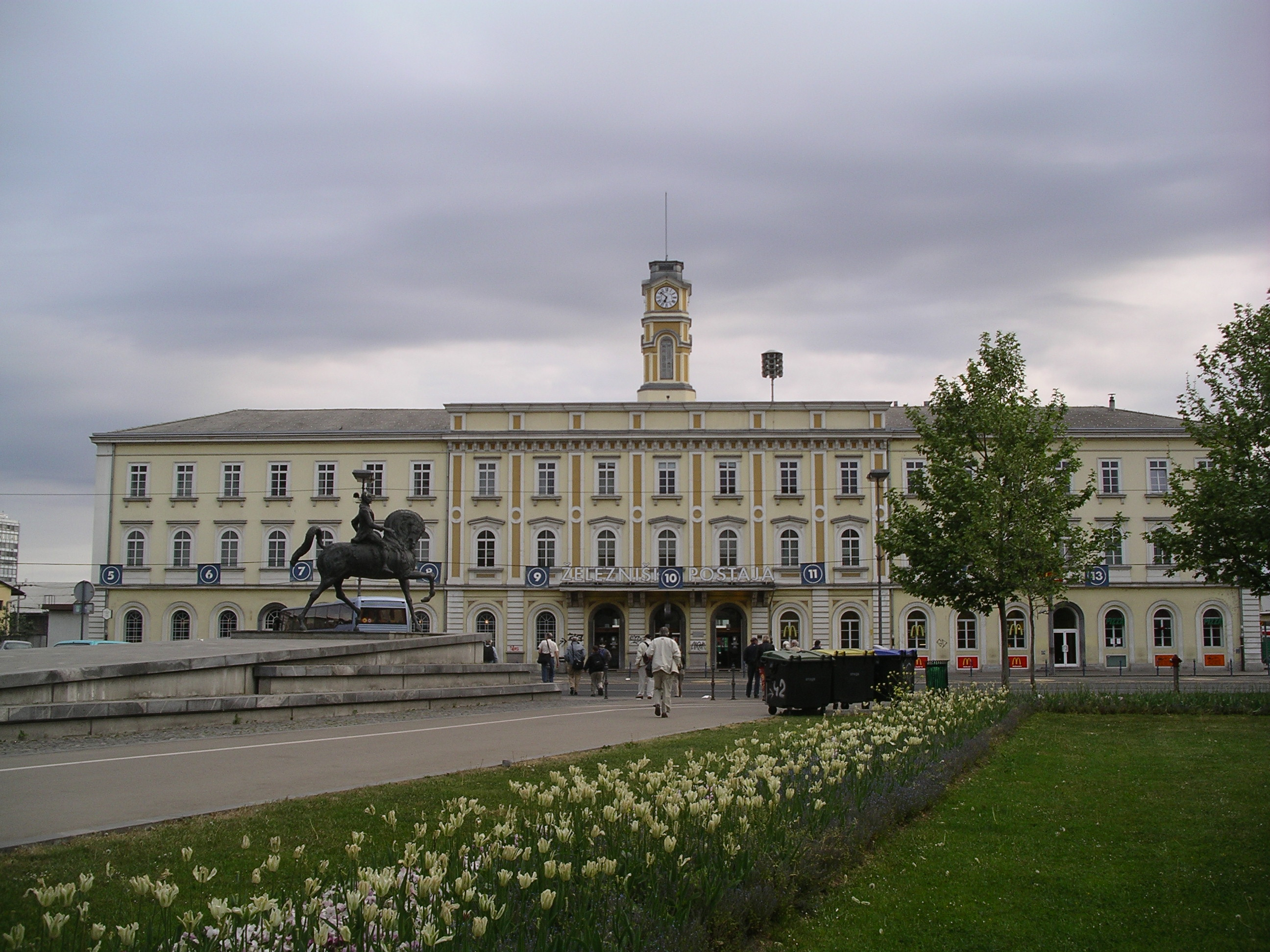
Любляна. 1849
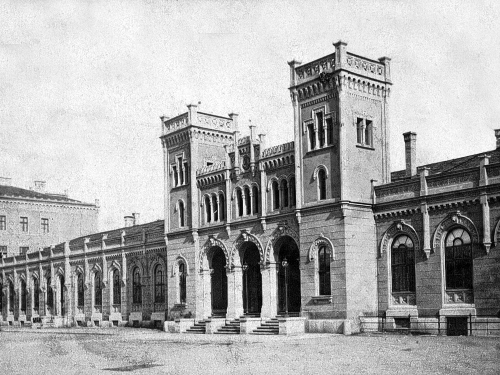
Лінц. 1860
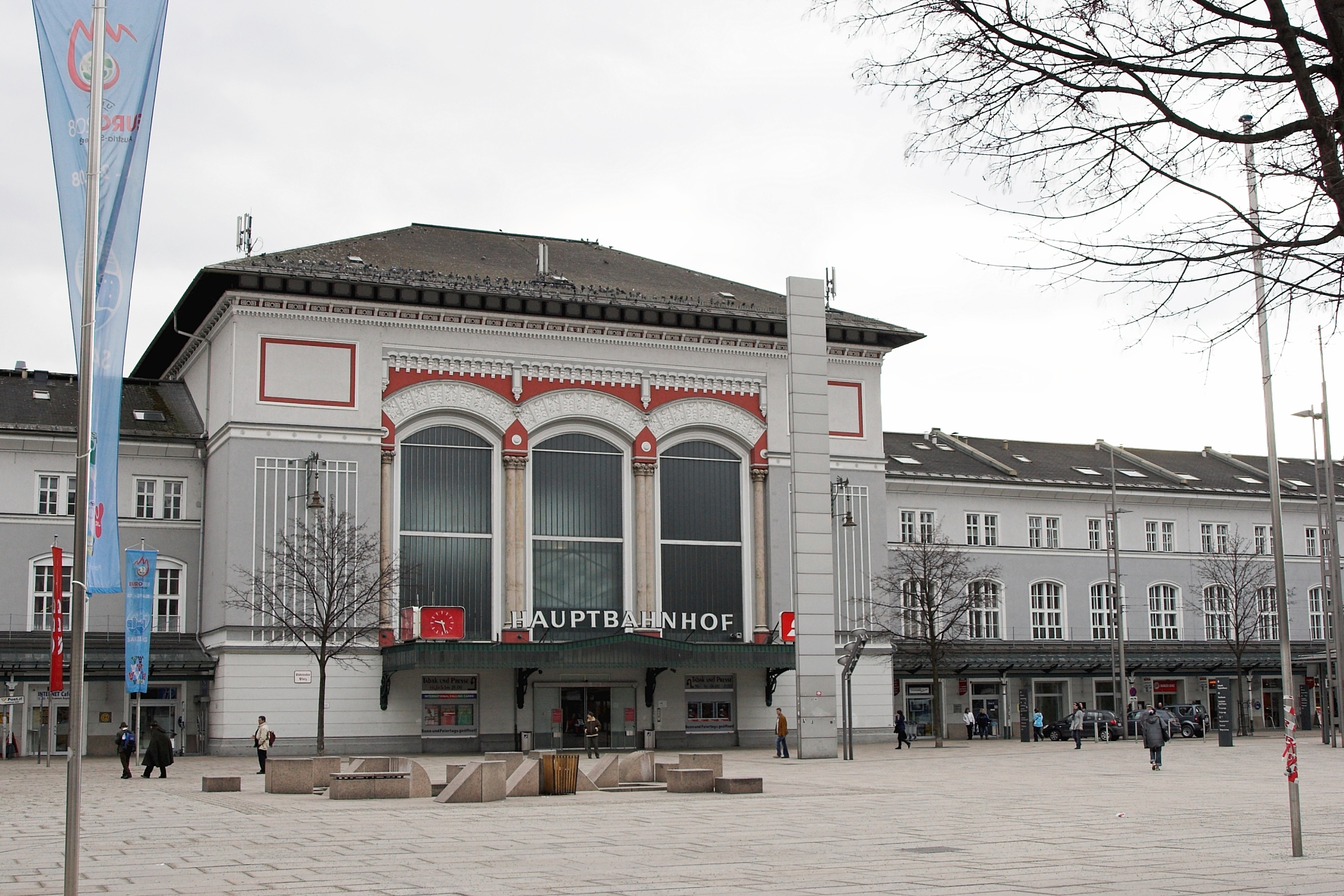
Зальцбург. 1860
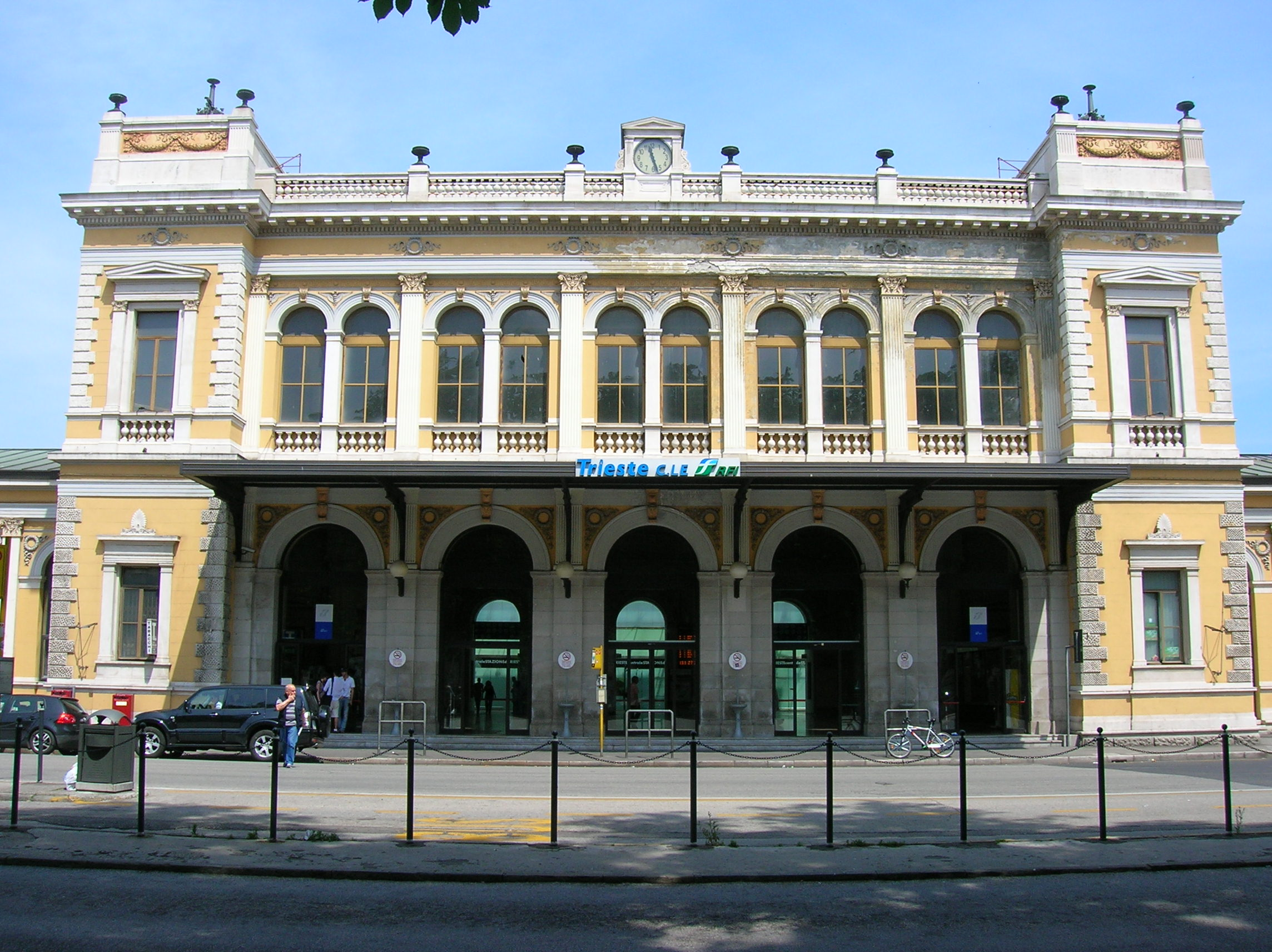
Трієст. 1878
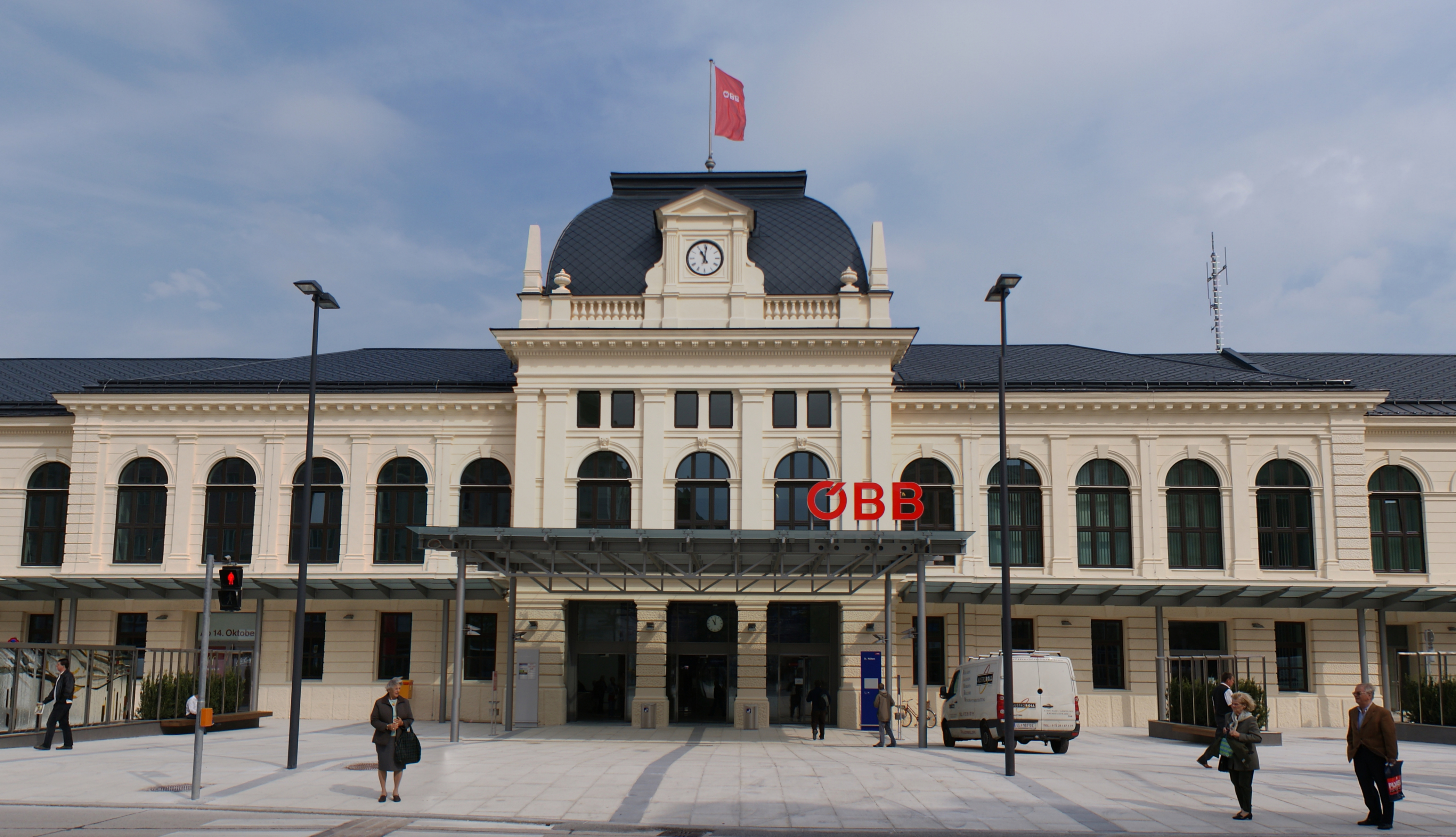
Санкт-Пельтен. 1858
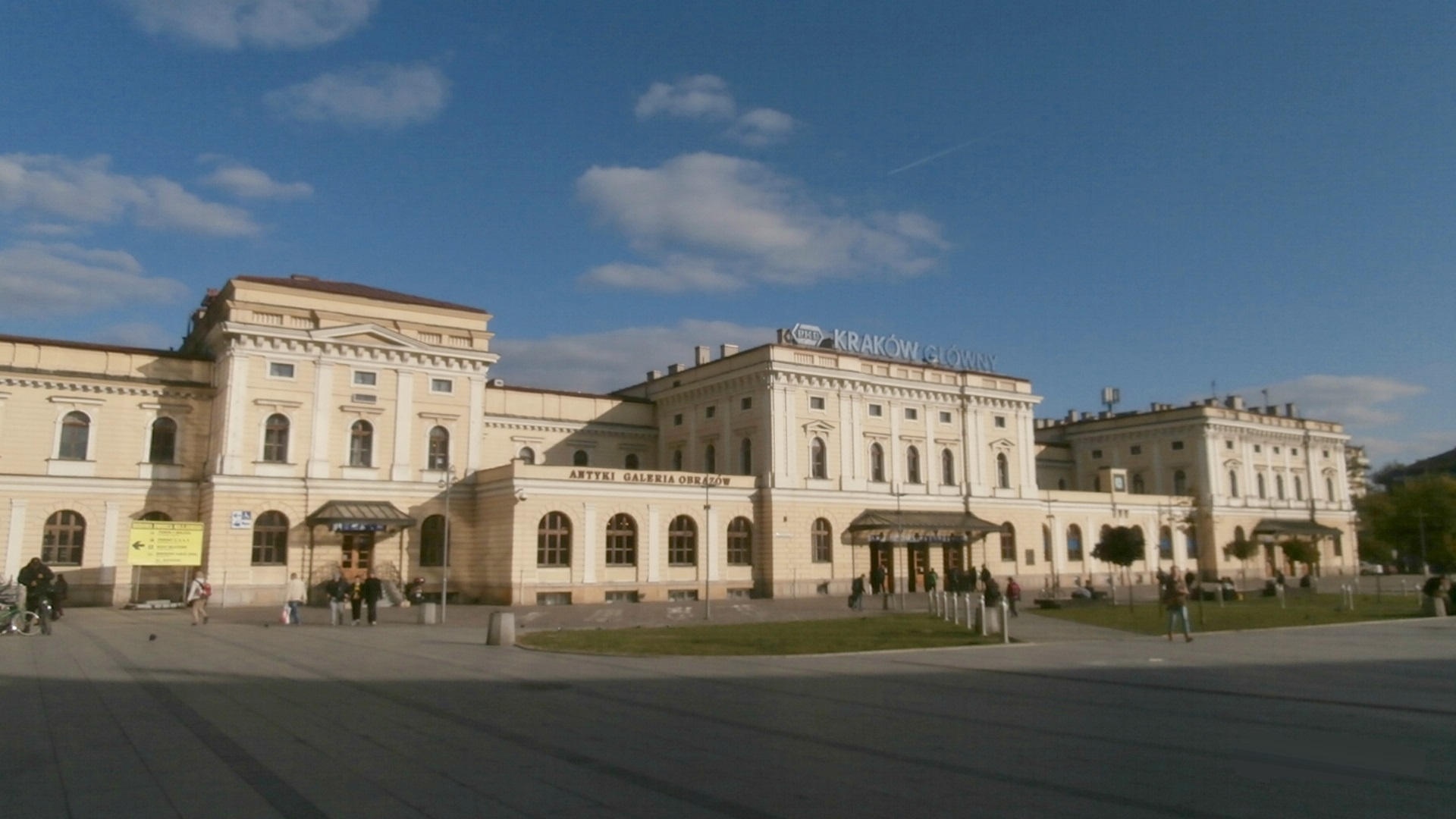
Краків. 1847
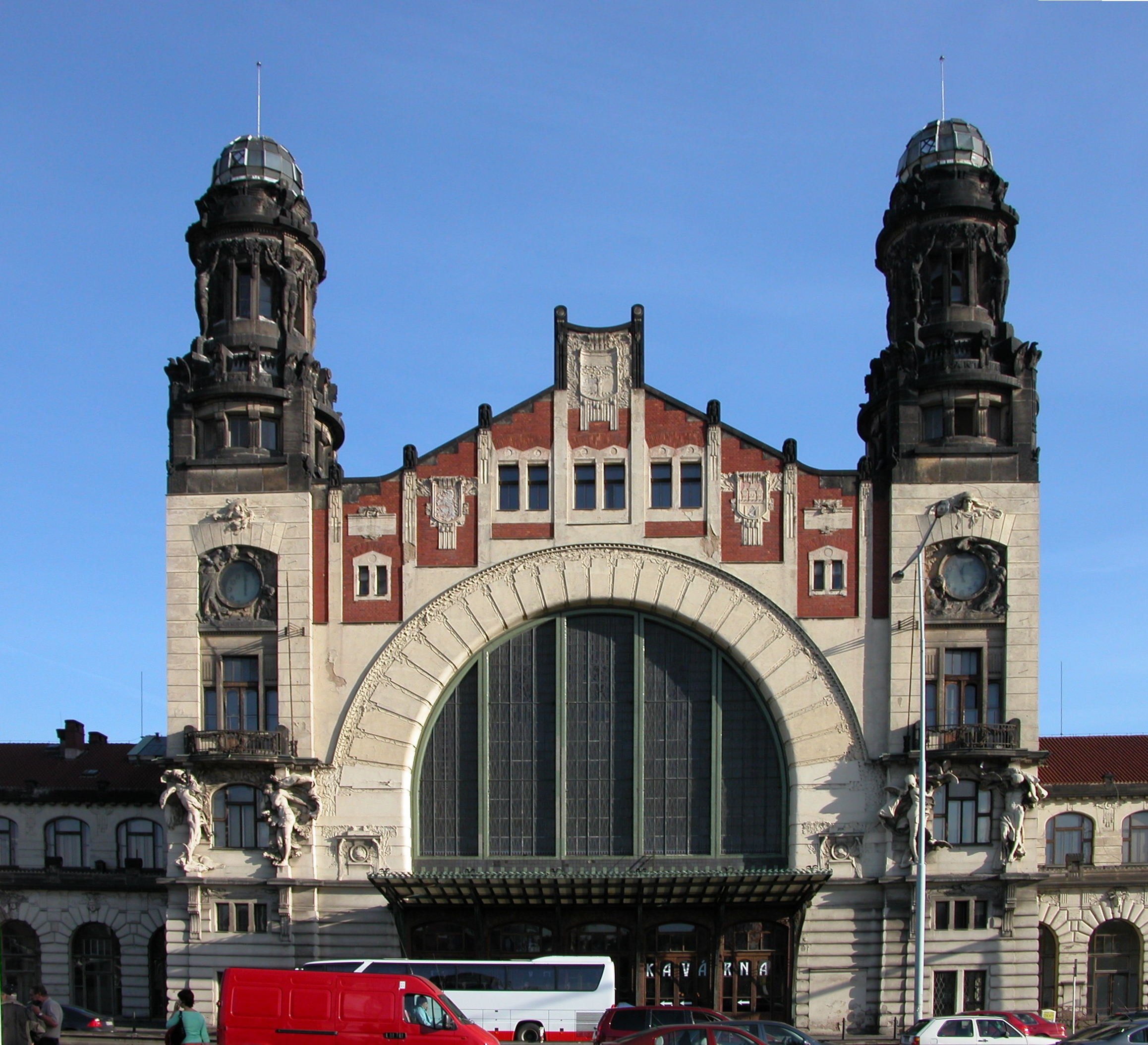
Прага. 1871. 1909
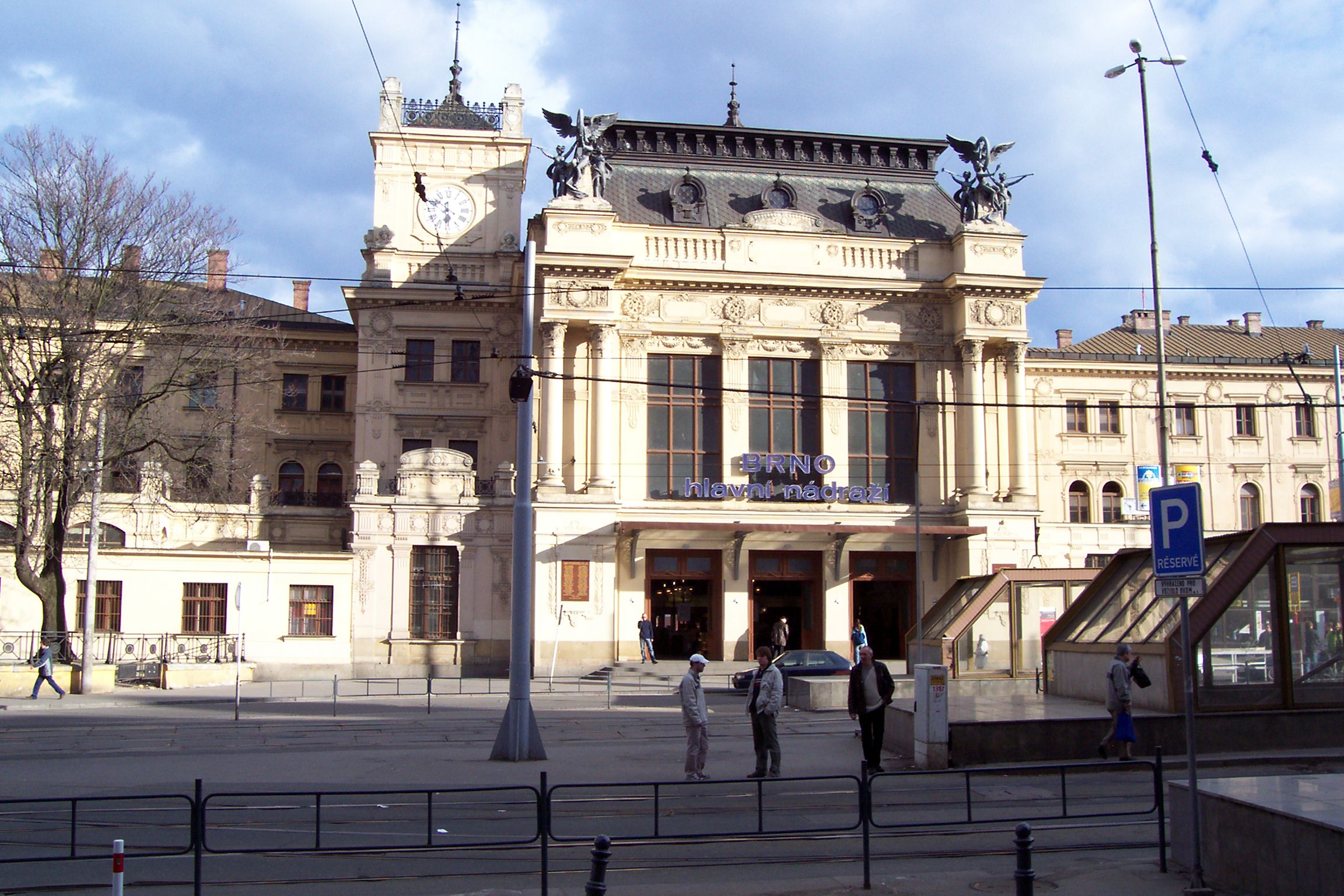
Брно.
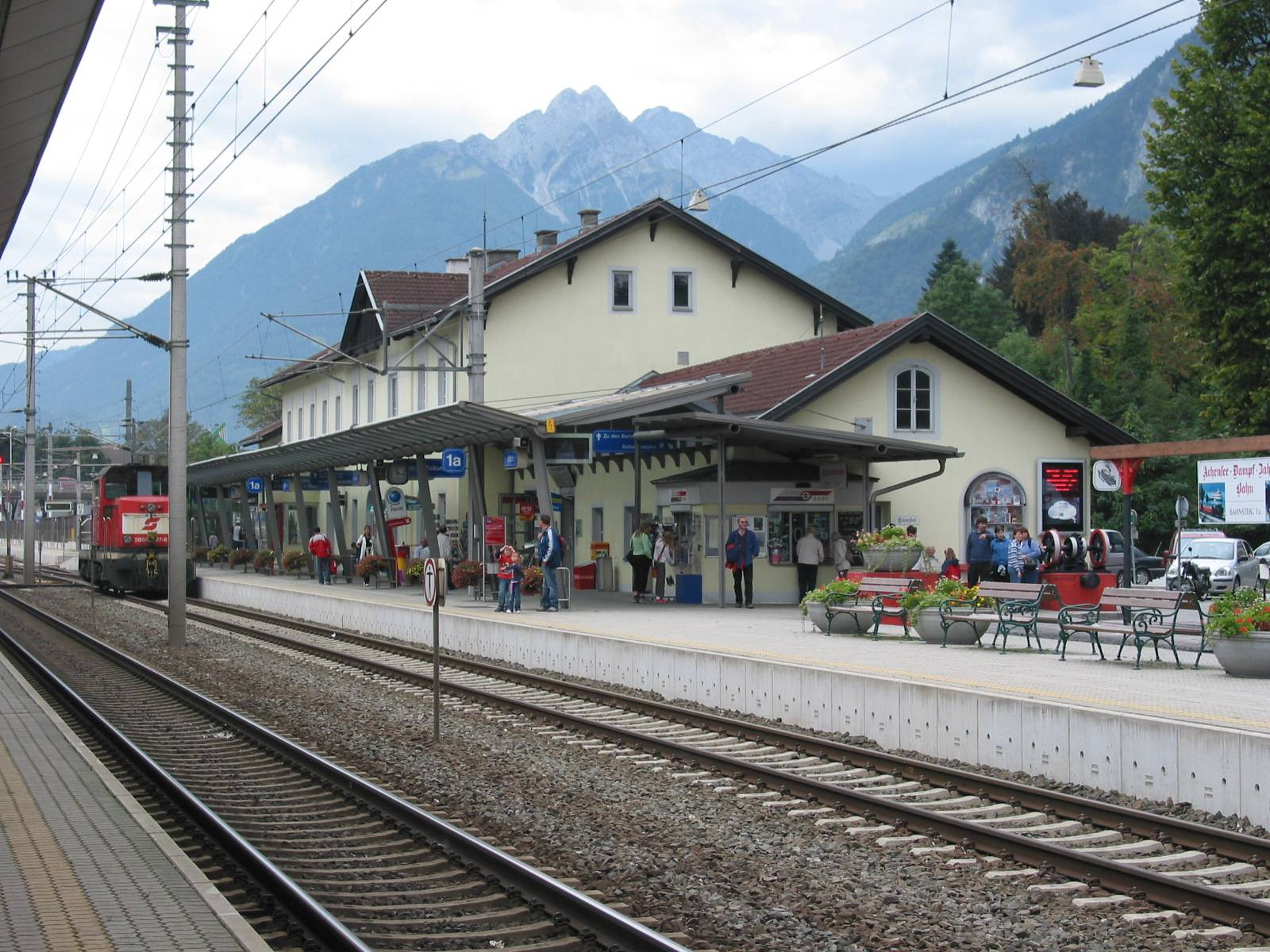
Відень. Єнбах. Тіроль. 1858
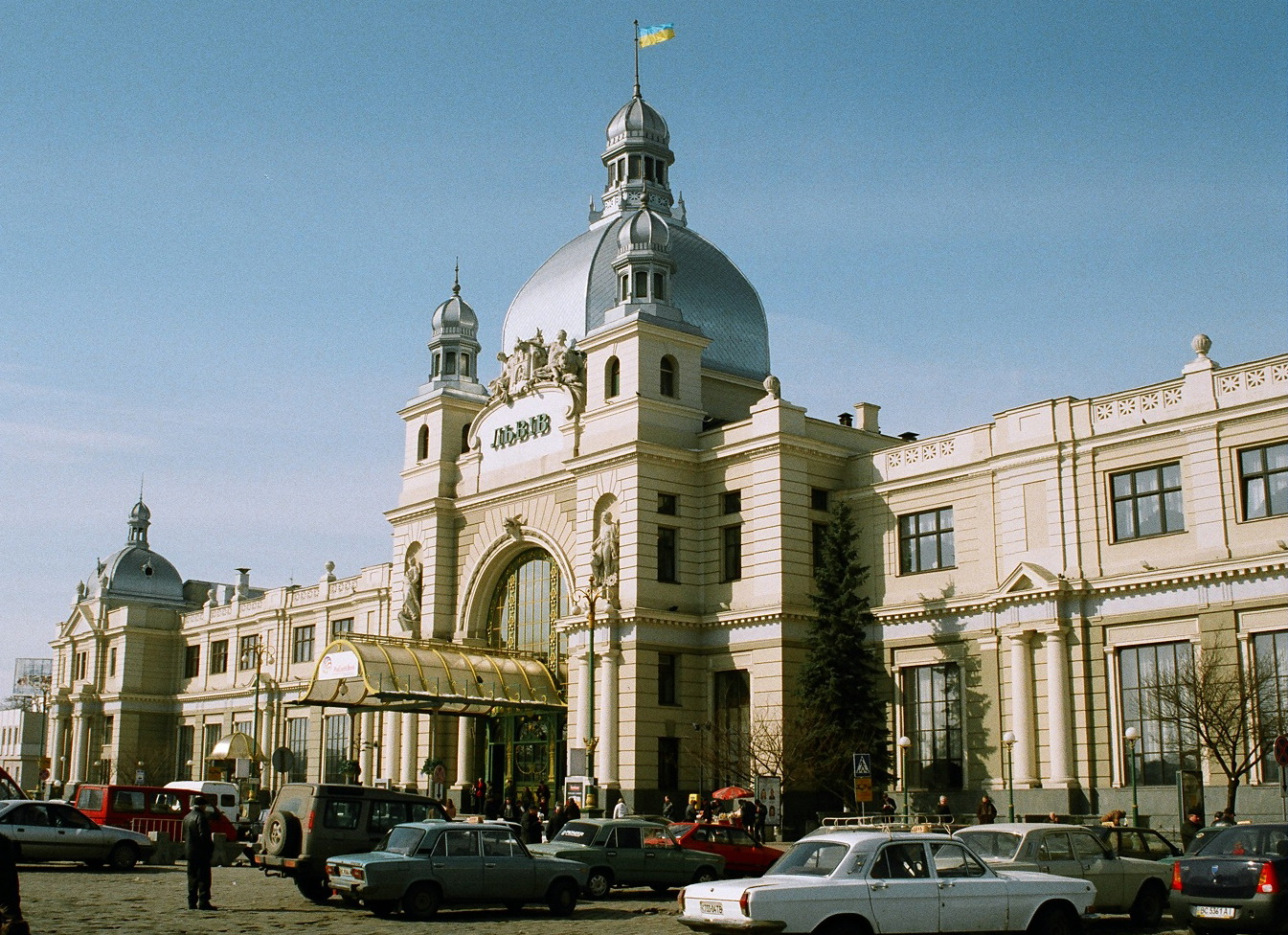
Львів. 1903
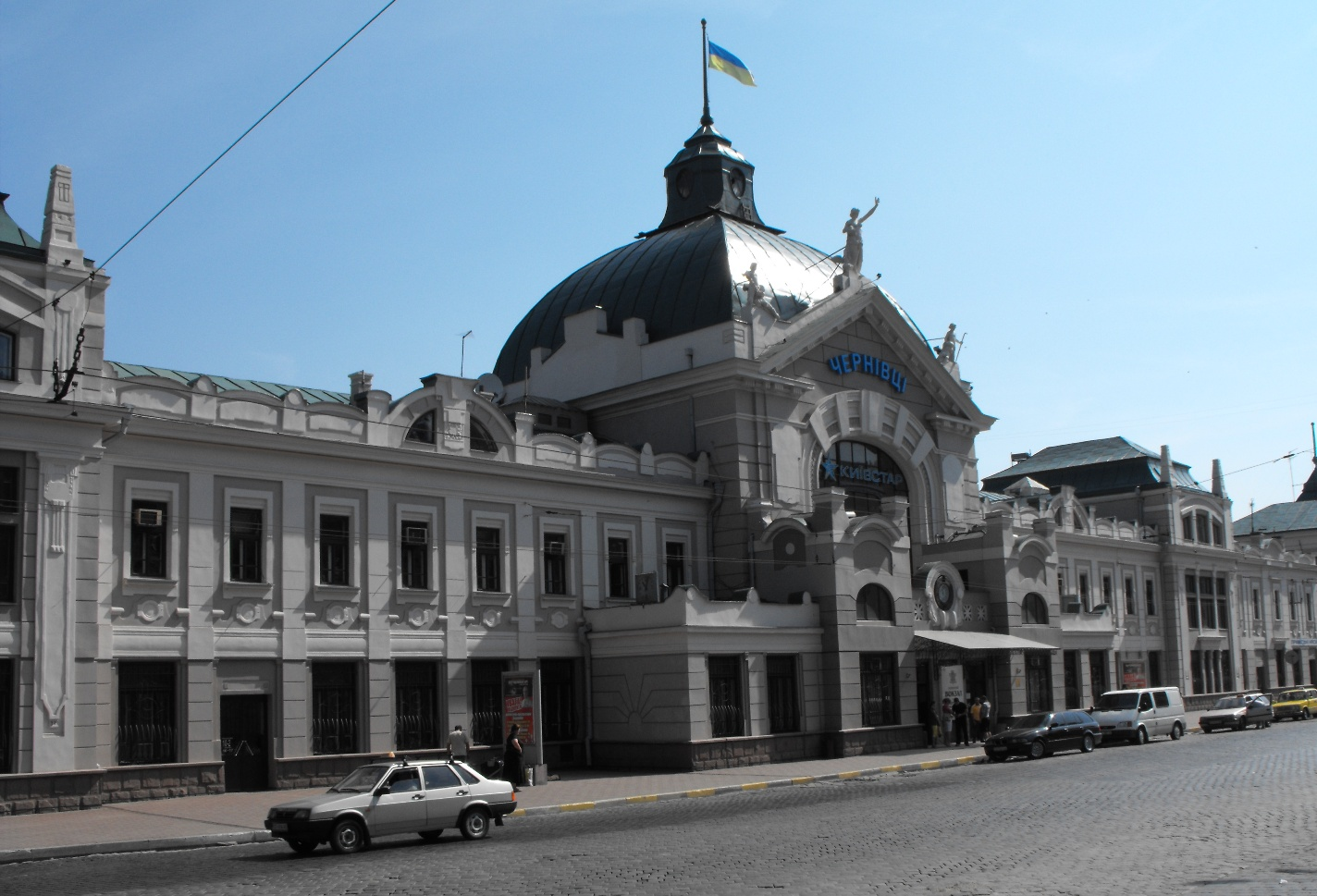
Чернівці. 1909
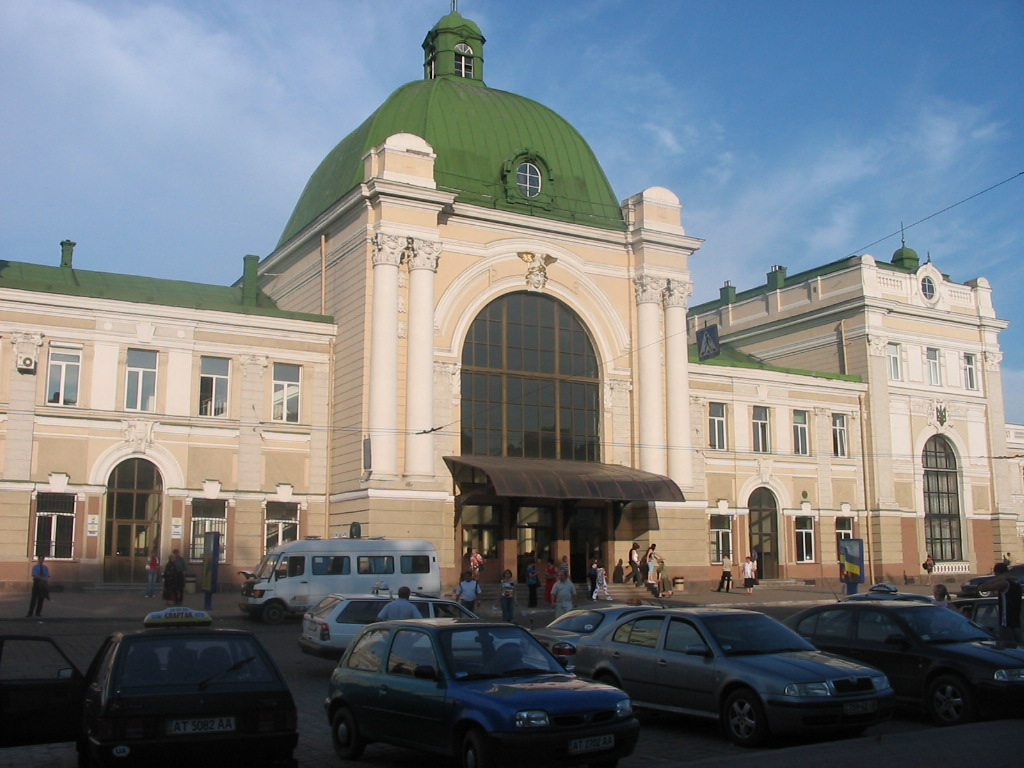
Івано-Франківськ. 1866
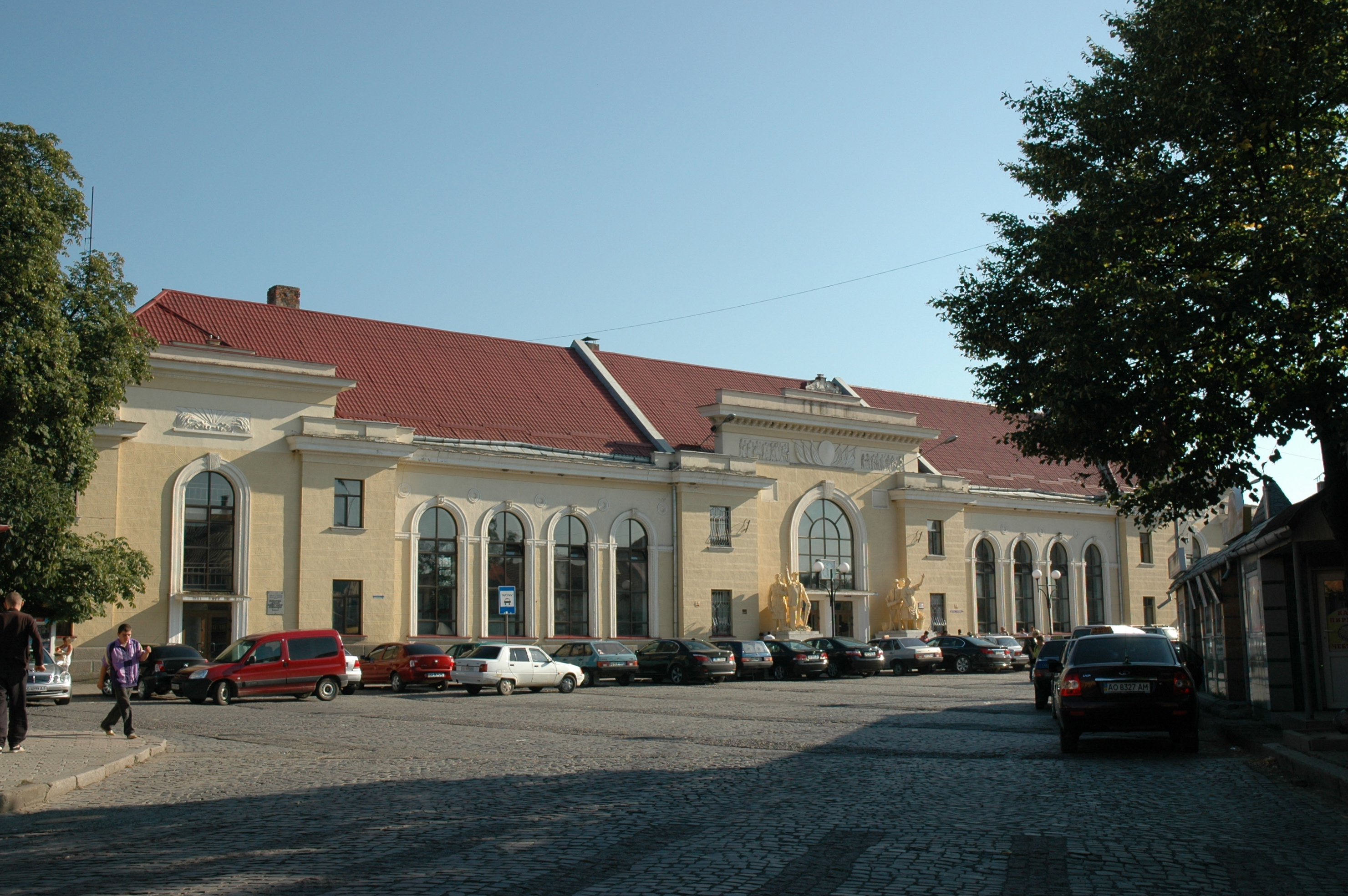
Мукачеве. 1872
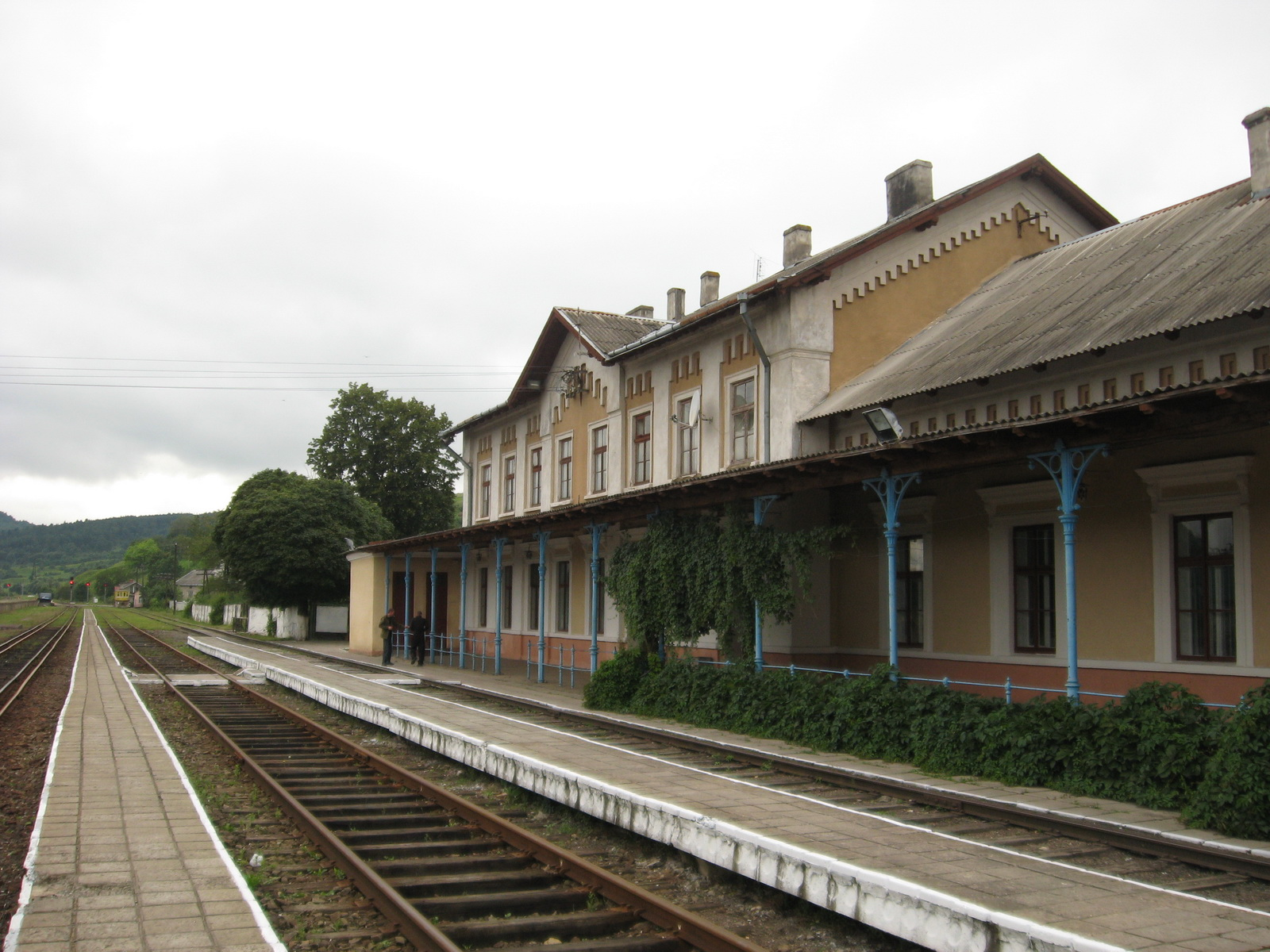
Хирів. 1872

### Стан після завершеннявійни
Після розпаду Австро-Угорської імперії інфраструктура, рухомий склад kkStB розділили поміж державними залізницями новостворених держав:
- Австрія — Австрійська державна залізниця — Німецько-австрійська державна залізниця (нім. Deutschösterreichische Staatsbahnen, DÖStB) → з 21 листопада 1919 Австрійська державна залізниця (нім. Österreichische Staatsbahnen, ÖStB) → з 19 липня 1923 Австрійською федеральною залізницею (нім. Österreichische Bundesbahnen, BBÖ)
- Польща — Польські державні залізниці (пол. Polskie Koleje Państwowe, PKP)
- Чехословаччина — Чехословацька державна залізниця (чеськ. Československé státní dráhy, ČSD)
- Югославія — Югославська державна залізниця (серб. Jugoslovenske državne železnice, JDŽ)
- Італія — Італійські державні залізниці — (італ. Ferrovie dello Stato Italiane, FS)
- Румунія — Залізниці Румунії (рум. Căile Ferate Române, CFR)

### Залізниці під управлінням kkStB
На теренах сучасної України з 36 великих залізниць імперії збереглись колишні залізниці:
- Галицька залізниця імені Карла Людвіга
- Львівсько-Чернівецько-Ясська залізниця
- Дністрянська залізниця
- Перша угорсько-галицька залізниця
- Залізниця Ерцгерцога Альбрехта
- Буковинська локальна залізниця